# Compagnie des tramways de Tunis
La Compagnie des tramways de Tunis (CTT) est une compagnie française disparue, basée en Tunisie. Durant sa période d'activité, elle est active dans les transports publics tunisois et dans le marché de l'énergie.

## Histoire

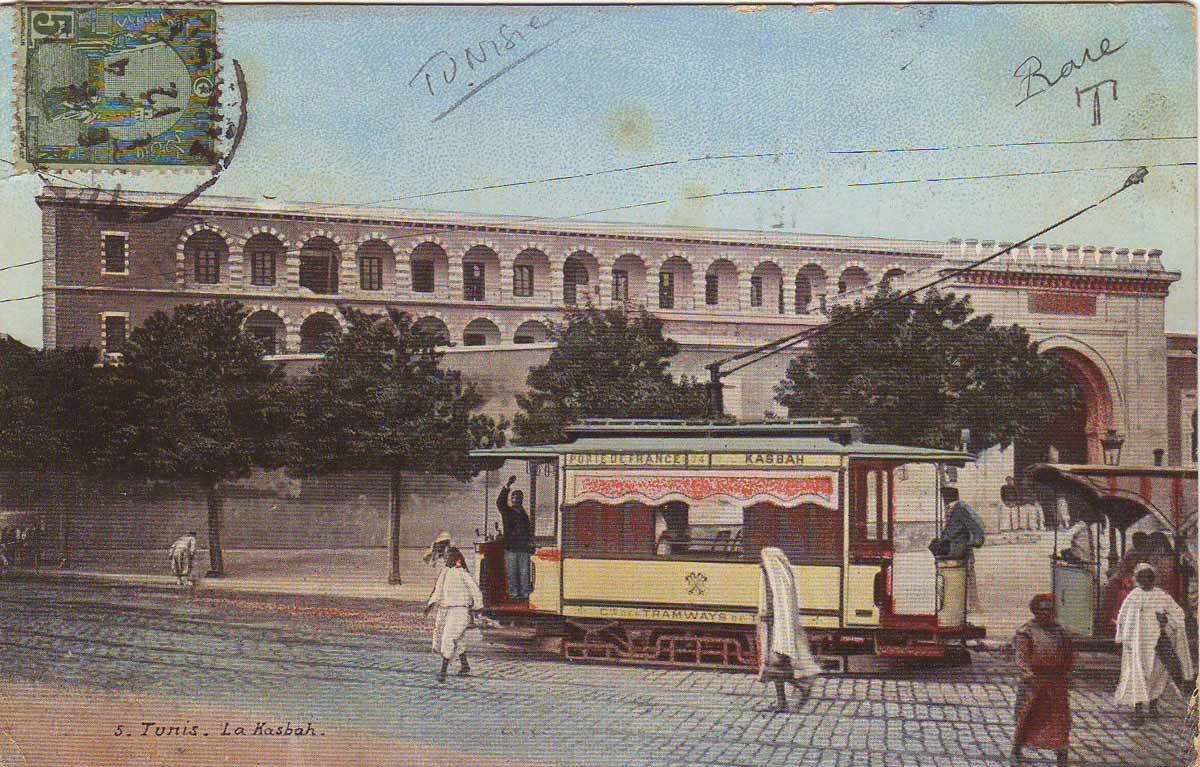
Tramway en 1912.

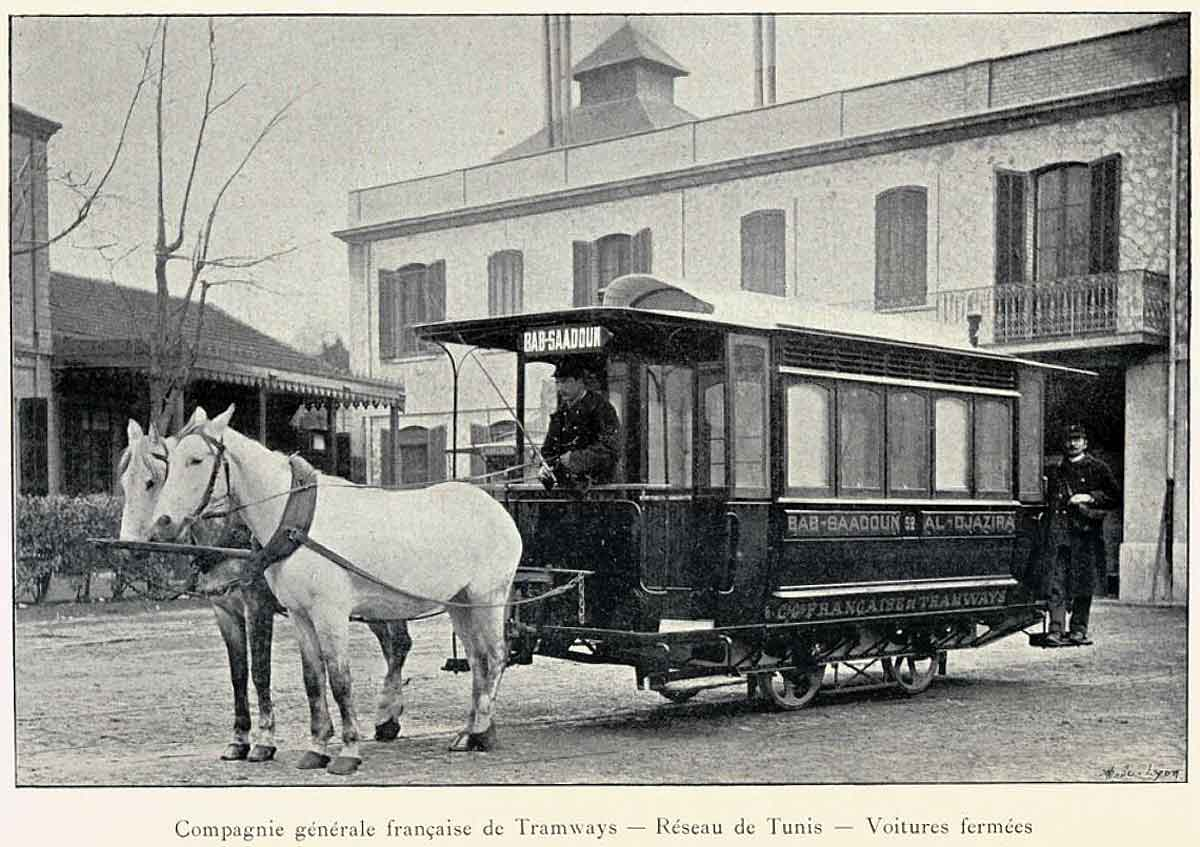
Tramway sur la ligne Bab Saadoun - Rue al-Djazira.

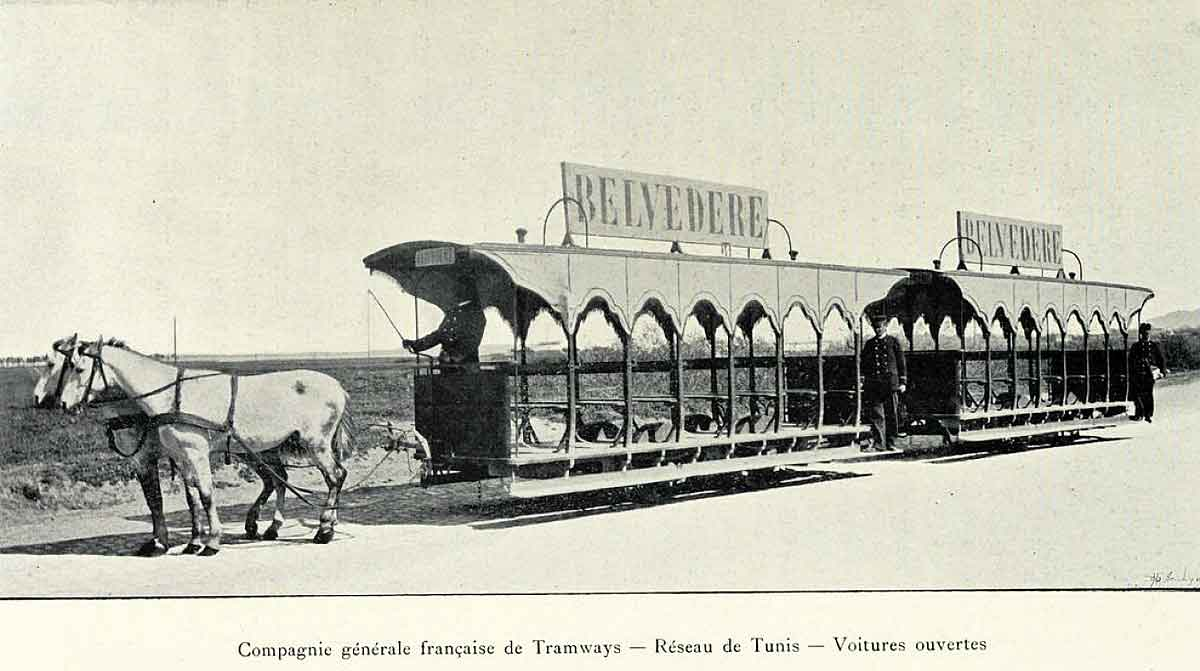
Tramways à chevaux sur la ligne du Belvédère en 1898.

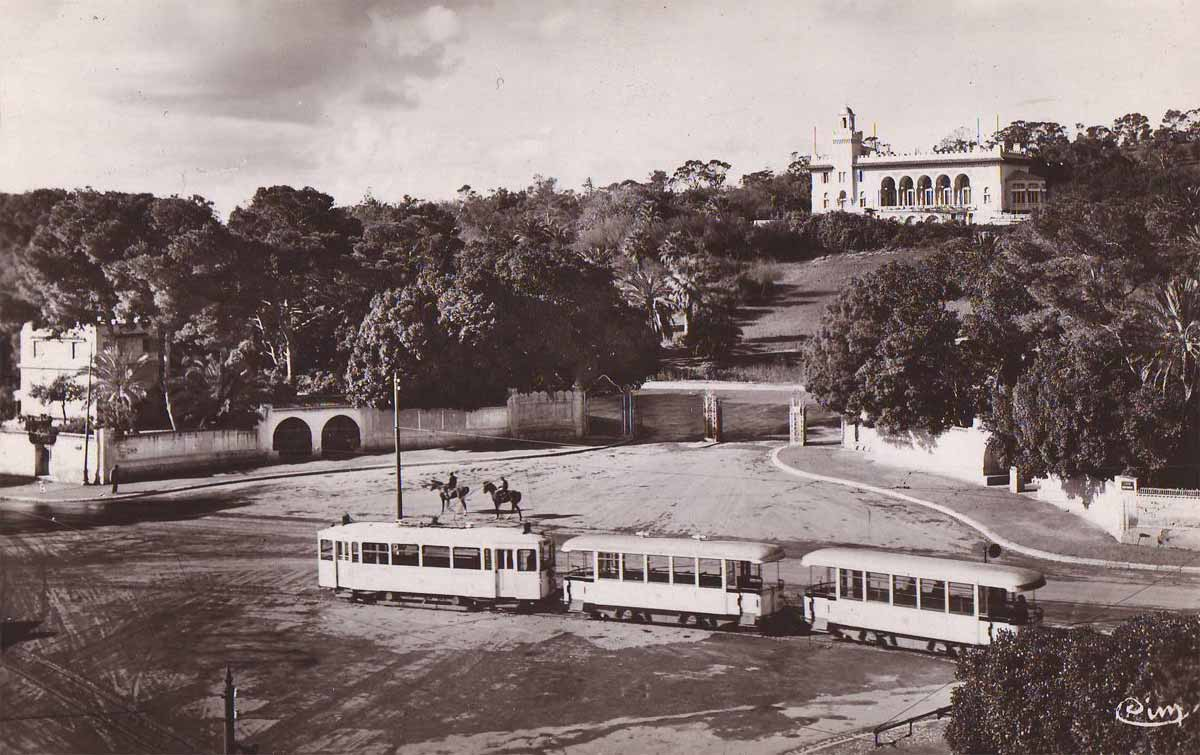
Tramway au Belvedère, motrice et deux remorques type CGFT.

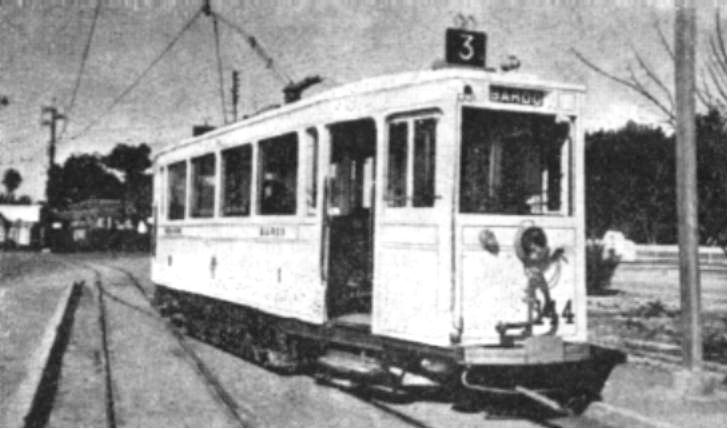
Motrice moderne sur la ligne du Bardo en 1952.

En 1896, la Compagnie générale française de tramways (CGFT), dont le siège se trouve au numéro 3 de la rue Moncey à Paris, se voit attribuer la concession d'un réseau de tramways à traction animale. Un ensemble de trois lignes est alors construit :
- Porte de France - Abattoirs ;
- Rue de Rome - Belvédère ;
- Rue al-Djazira - Bab Saadoun.

En 1901, la ville de Tunis effectue le rachat du réseau de la Société anonyme des tramways de Tunis et le confie à la Compagnie générale française de tramways, qui est remplacée, en 1903, par la Compagnie des tramways de Tunis.

### Création et développement
La compagnie est fondée à l'initiative de la CGFT qui détient 60 % des 3,75 millions de francs du capital de départ. Elle construit un réseau de tramways électriques à voie métrique.
La CTT exploite le réseau de tramways de la capitale tunisienne et obtient par le décret beylical du 13 décembre 1905 la concession de la ligne du chemin de fer Tunis-Goulette-Marsa (TGM), inaugurée en 1908. L'énergie électrique nécessaire à son réseau est fournie par une usine implantée à La Goulette.
Le capital social passe à 4,5 millions en 1904, dix millions en 1909 puis douze millions en 1914 et de nouvelles lignes sont créées.
Le réseau des tramways électriques comprend alors les lignes urbaines suivantes :
- Rue al-Djazira - Bab Saadoun ;
- Rue de Rome - Belvédère ;
- Rue de Rome - Abattoirs ;
- Porte de France - Kasbah par Bab El Jazira ;
- Porte de France - Kasbah par Bab Souika ;
- Porte de France - Bab El Khadra ;
- Porte de France - Port ;
- Porte de France - Ancienne Douane ;
- Rue al-Djazira - Avenue d'Espagne[2].

La CTT ouvre deux prolongements : du Belvédère à l'Ariana et de Bab Saadoun au Bardo et La Manouba (1908).
Par la suite, la ligne reliant la Porte de France aux Abattoirs est prolongée vers Djebel Jelloud à une extrémité et Bellevue à l'autre ; une nouvelle ligne est créée vers Franceville. Le réseau comprend dix lignes en 1914.
Le développement total des tramways est de 28 kilomètres ; le matériel roulant correspondant est de 35 automotrices et de 30 remorques ; l'effectif du personnel s'élève à 250 agents. 
Ce réseau de tramways urbains est complété par deux lignes de chemin de fer électrique à voie normale desservant la banlieue nord-est de la ville et appelées TGM (Tunis-Goulette-Marsa).
La première ligne, partant de Tunis, avenue Jules-Ferry, emprunte l'une des jetées du canal reliant La Goulette à Tunis et dessert les stations balnéaires de La Goulette et Khereddine, Le Kram, Salammbô, Carthage, Sidi Bou Saïd et arrive enfin à La Marsa, résidence du bey de Tunis. 
Une seconde ligne relie directement La Marsa à Tunis par l'ancien tracé du chemin de fer à vapeur de la Compagnie des chemins de fer Bône-Guelma. La longueur de ce réseau est de 38 kilomètres ; le service est assuré par 230 agents environ et 120 trains circulent chaque jour dans les deux sens.
En 1928, le réseau exploité représente 31 kilomètres pour les tramways et 38 kilomètres pour le chemin de fer qui relie Tunis à La Marsa.
En 1950, la compagnie est dotée :
- de tramways, trolleybus et autobus avec une longueur de 53 kilomètres de lignes exploitées et  47,82 millions de voyageurs transportés ;
- du TGM avec une longueur de 37 kilomètres et 14,346 millions de voyageurs transportés[6].

### Exploitation
Au 1er janvier 1908, le réseau qui dessert les rues de la ville et la banlieue atteint une longueur totale de 25,494 kilomètres. Il est concédé à la Compagnie générale française de tramways jusqu'au 31 décembre 1970.
En dehors du réseau de Tunis, il n'existe que deux petites lignes de tramways : l’une, allant de la station de Maxuta-Radès à la mer et longue de deux kilomètres, l'autre longue de cinq kilomètres, entre la station de Tinja et l'arsenal Sidi-Abdallah via Ferryville.
En 1933, les recettes d'exploitation sont de quarante millions de francs (treize pour le tramway, sept pour le TGM et vingt pour l'énergie) et passent à 64 millions en 1938 (dont 44 pour le secteur énergétique).
Malgré d'importantes destructions au cours de la campagne de Tunisie, en 1943, la compagnie retrouve dès l'année suivante le niveau d'activité qui est le sien avant la guerre.

### Autres activités
Pendant la Première Guerre mondiale, les difficultés d'approvisionnement en charbon amènent la compagnie à ouvrir une mine de lignite dans le cap Bon. Elle commence alors à alimenter en électricité des entreprises qui abandonnent le charbon. En 1945, la production d'électricité est de 32 % supérieure à celle de 1938.
Après la guerre, la production et la distribution d'électricité se développent pendant que les recettes du réseau ferroviaire stagnent.

### Nationalisation
En 1953, la société prend le nom de Compagnie tunisienne d'électricité et de transports et son capital, qui est de soixante millions de francs depuis 1936, est porté à 300 millions en 1949 puis à 595 millions en 1953. Toutefois, le gouvernement tunisien nationalise l'ensemble de ses activités en 1958, provoquant ainsi la disparition de l'entreprise.
Le 20 avril 1960, les deux dernières lignes de tramways disparaissent : la ligne 3 vers Le Bardo et ligne 4 vers La Manouba.